# Hassan Diab
Hassan Diab (tiếng Ả Rập: حسان دياب; sinh ngày 6 tháng 1 năm 1959) là một chính trị gia, kỹ sư và học giả người Liban, giữ chức chủ tịch Hội đồng Bộ trưởng Liban kể từ tháng 1 năm 2020 sau khi thành lập nội các, được Tổng thống Michel Aoun bổ nhiệm. Trước khi trở thành thủ tướng, ông giữ chức Bộ trưởng Bộ Giáo dục từ tháng 6 năm 2011 đến tháng 2 năm 2014 dưới thời Tổng thống Michel Suleiman.

## Tuổi thơ và giáo dục ban đầu
Diab được sinh ra ở Beirut vào ngày 6 tháng 1 năm 1959. Ông có bằng cử nhân khoa học về kỹ thuật truyền thông, nhận được từ Đại học Leeds Metropolitan năm 1981. Sau đó, ông lấy bằng thạc sĩ về kỹ thuật hệ thống tại Đại học Surrey năm 1982, và bằng tiến sĩ về kỹ thuật máy tính của Đại học Bath năm 1985.

## Sự nghiệp học thuật
Diab là một học giả, gia nhập Đại học Hoa Kỳ Beirut với tư cách là giáo sư kỹ thuật điện vào năm 1985. Ông đã xuất bản hơn 150 bài báo và bài báo trên các tạp chí khoa học và hội thảo khoa học. Ông tự gọi mình là người ủng hộ cải cách giáo dục ở Lebanon và là tác giả của những cuốn sách về chủ đề này. Ông cũng từng là phó chủ tịch cho các chương trình bên ngoài khu vực tại AUB từ tháng 10 năm 2006 đến tháng 6 năm 2011 
Vào ngày 13 tháng 6 năm 2011, Diab được bổ nhiệm làm bộ trưởng giáo dục và giáo dục đại học như một phần nội các của Najib Mikati, thay thế Hasan Mneimneh. Ông được Elias Abu Saab làm bộ trưởng giáo dục. Nhiệm kỳ của Diab kết thúc vào ngày 15 tháng 2 năm 2014.